# Discographie de Jennifer Lopez
La discographie de Jennifer Lopez, chanteuse américaine de RnB, se compose de neuf albums studio, trois compilations, une bande originale de film et une soixantaine de singles.

## Albums

### Albums studio
| Album                                                | Classements                                                            | Classements | Classements | Classements | Classements | Classements | Classements | Classements | Classements | Classements | Classements | Classements | Classements | Classements | Classements | Classements | Certifications                                                        | Ventes mondiales |
| Album                                                | É-U                                                                    | CAN         | R-U         | IRL         | FRA         | ESP         | ITA         | SUI         | BE/W        | BE/F        | P-B         | ALL         | AUT         | SUE         | AUS         | N-Z         | Certifications                                                        | Ventes mondiales |
| ---------------------------------------------------- | ---------------------------------------------------------------------- | ----------- | ----------- | ----------- | ----------- | ----------- | ----------- | ----------- | ----------- | ----------- | ----------- | ----------- | ----------- | ----------- | ----------- | ----------- | --------------------------------------------------------------------- | ---------------- |
| On the 6 - Label : Work                              | 8                                                                      | 5           | 14          | N/D         | 15          | 12          | 16          | 3           | 6           | 10          | 6           | 3           | 7           | 20          | 11          | 18          | : 3x Platine : 5x Platine : Platine : 2x Or : Or : Platine            | 7 000 000        |
| J.Lo - Label : Epic                                  | 1                                                                      | 1           | 2           | 6           | 6           | 1           | 4           | 1           | 4           | 3           | 4           | 1           | 3           | 7           | 2           | 3           | : 4x Platine : 2x Platine : 2x Platine : 2x Or : Platine : 2x Platine | 8 000 000        |
| This Is Me... Then - Label : Epic                    | 2                                                                      | 5           | 13          | 15          | 4           | 12          | 11          | 3           | 6           | 6           | 7           | 4           | 7           | 7           | 14          | 19          | : 2x Platine : 2x Platine : 2x Platine : 2x Or : Or : Platine         | 6 000 000        |
| Rebirth - Label : Epic                               | 2                                                                      | 2           | 8           | 9           | 7           | 2           | 3           | 1           | 4           | 4           | 1           | 3           | 5           | 14          | 10          | 22          | : Platine : Platine : Or : Or : Or                                    | 2 000 000        |
| Como ama una mujer - Label : Epic                    | 10                                                                     | 50          | -           | -           | 11          | 2           | 2           | 1           | 12          | 30          | 31          | 4           | 10          | 49          | -           | -           |                                                                       | 800 000          |
| Brave - Label : Epic                                 | 12                                                                     | 13          | 24          | 35          | 28          | 21          | 10          | 6           | 18          | 36          | 24          | 41          | 35          | 59          | 46          | -           |                                                                       | 500 000          |
| Love? - Label : Island Def                           | 5                                                                      | 2           | 6           | 7           | 7           | 3           | 6           | 1           | 18          | 18          | 18          | 4           | 7           | 14          | 9           | 12          | : Platine : Or : Or                                                   | 1 000 000        |
| A.K.A. - Label : Capitol                             | 8                                                                      | 12          | 41          | 51          | 70          | 14          | 13          | 15          | 21          | 38          | 39          | 24          | 40          | -           | 24          | -           |                                                                       | 200 000          |
| This Is Me… Now - Label : Nuyorican Productions, BMG | 38                                                                     | 77          | 55          | -           | 38          | 20          | 37          | 17          | 16          | 6           | -           | 8           | 6           | -           | 82          | -           |                                                                       |                  |
|                                                      | Le sigle « N/D » signifie que les classements ne sont pas disponibles. |             |             |             |             |             |             |             |             |             |             |             |             |             |             |             |                                                                       |                  |

### Bande originale de film
| Album                                         | Classements | Classements | Classements | Classements | Classements | Classements | Classements | Classements | Classements | Classements | Classements | Classements | Classements | Classements | Classements | Classements | Certifications | Ventes mondiales |
| Album                                         | É-U         | CAN         | R-U         | IRL         | FRA         | ESP         | ITA         | SUI         | BE/W        | BE/F        | P-B         | ALL         | AUT         | SUE         | AUS         | N-Z         | Certifications | Ventes mondiales |
| --------------------------------------------- | ----------- | ----------- | ----------- | ----------- | ----------- | ----------- | ----------- | ----------- | ----------- | ----------- | ----------- | ----------- | ----------- | ----------- | ----------- | ----------- | -------------- | ---------------- |
| Marry Me (avec Maluma) - Label : Sony, Arista | 135         | -           | -           | -           | -           | 90          | -           | -           | 132         | -           | -           | -           | -           | -           | 90          | -           |                |                  |

### Album de remixes
| Album                                    | Classements | Classements | Classements | Classements | Classements | Classements | Classements | Classements | Classements | Classements | Classements | Classements | Classements | Classements | Classements | Classements | Certifications                          | Ventes mondiales |
| Album                                    | É-U         | CAN         | R-U         | IRL         | FRA         | ESP         | ITA         | SUI         | BE/W        | BE/F        | P-B         | ALL         | AUT         | SUE         | AUS         | N-Z         | Certifications                          | Ventes mondiales |
| ---------------------------------------- | ----------- | ----------- | ----------- | ----------- | ----------- | ----------- | ----------- | ----------- | ----------- | ----------- | ----------- | ----------- | ----------- | ----------- | ----------- | ----------- | --------------------------------------- | ---------------- |
| J To Tha L-O! The Remixes - Label : Epic | 1           | 11          | 4           | 6           | 14          | 30          | -           | 14          | 9           | 8           | 5           | 5           | 11          | 39          | 11          | 3           | : Platine : Platine : Platine : Or : Or | 3 000 000        |

### Compilation
| Album                                  | Classements | Classements | Classements | Classements | Classements | Classements | Classements | Classements | Classements | Classements | Classements | Classements | Classements | Classements | Classements | Classements | Certifications | Ventes mondiales |
| Album                                  | É-U         | CAN         | R-U         | IRL         | FRA         | ESP         | ITA         | SUI         | BE/W        | BE/F        | P-B         | ALL         | AUT         | SUE         | AUS         | N-Z         | Certifications | Ventes mondiales |
| -------------------------------------- | ----------- | ----------- | ----------- | ----------- | ----------- | ----------- | ----------- | ----------- | ----------- | ----------- | ----------- | ----------- | ----------- | ----------- | ----------- | ----------- | -------------- | ---------------- |
| Dance Again... the Hits - Label : Epic | 20          | 3           | 4           | 10          | 12          | 5           | 3           | 7           | 10          | 9           | 17          | 15          | 22          | 44          | 20          | 12          | : Or           | 500 000          |

### EP
| Album                      | Classements | Classements | Classements | Classements | Classements | Classements | Classements | Classements | Classements | Classements | Classements | Classements | Classements | Classements | Classements | Classements | Certifications | Ventes mondiales |
| Album                      | É-U         | CAN         | R-U         | IRL         | FRA         | ESP         | ITA         | SUI         | BE/W        | BE/F        | P-B         | ALL         | AUT         | SUE         | AUS         | N-Z         | Certifications | Ventes mondiales |
| -------------------------- | ----------- | ----------- | ----------- | ----------- | ----------- | ----------- | ----------- | ----------- | ----------- | ----------- | ----------- | ----------- | ----------- | ----------- | ----------- | ----------- | -------------- | ---------------- |
| The Reel Me - Label : Epic | 69          | -           | -           | -           | 84          | -           | -           | -           | -           | -           | -           | -           | -           | -           | -           | -           |                |                  |

## Singles

### Années 1990
| Année | Single                         | Classements                                   | Classements                                   | Classements                                   | Classements                                   | Classements                                   | Classements                                   | Classements                                   | Classements                                   | Classements                                   | Classements                                   | Classements                                   | Classements                                   | Classements                                   | Classements                                   | Classements                                   | Classements                                   | Album    |
| Année | Single                         | É-U                                           | CAN                                           | R-U                                           | IRL                                           | FRA                                           | ESP                                           | ITA                                           | SUI                                           | BE/W                                          | BE/F                                          | P-B                                           | ALL                                           | AUT                                           | SUE                                           | AUS                                           | N-Z                                           | Album    |
| ----- | ------------------------------ | --------------------------------------------- | --------------------------------------------- | --------------------------------------------- | --------------------------------------------- | --------------------------------------------- | --------------------------------------------- | --------------------------------------------- | --------------------------------------------- | --------------------------------------------- | --------------------------------------------- | --------------------------------------------- | --------------------------------------------- | --------------------------------------------- | --------------------------------------------- | --------------------------------------------- | --------------------------------------------- | -------- |
| 1999  | If You Had My Love             | 1                                             | 1                                             | 4                                             | 8                                             | 4                                             | 7                                             | 4                                             | 5                                             | 3                                             | 9                                             | 2                                             | 5                                             | 13                                            | 9                                             | 1                                             | 1                                             | On the 6 |
| 1999  | No Me Ames (avec Marc Anthony) | Sorti uniquement dans les pays hispanophones. | Sorti uniquement dans les pays hispanophones. | Sorti uniquement dans les pays hispanophones. | Sorti uniquement dans les pays hispanophones. | Sorti uniquement dans les pays hispanophones. | Sorti uniquement dans les pays hispanophones. | Sorti uniquement dans les pays hispanophones. | Sorti uniquement dans les pays hispanophones. | Sorti uniquement dans les pays hispanophones. | Sorti uniquement dans les pays hispanophones. | Sorti uniquement dans les pays hispanophones. | Sorti uniquement dans les pays hispanophones. | Sorti uniquement dans les pays hispanophones. | Sorti uniquement dans les pays hispanophones. | Sorti uniquement dans les pays hispanophones. | Sorti uniquement dans les pays hispanophones. | On the 6 |
| 1999  | Waiting for Tonight            | 8                                             | 2                                             | 5                                             | 13                                            | 10                                            | 2                                             | 6                                             | 14                                            | 4                                             | 15                                            | 7                                             | 15                                            | 24                                            | 16                                            | 4                                             | 5                                             | On the 6 |

### Années 2000
| Année | Single                                                                       | Classements | Classements | Classements | Classements | Classements | Classements | Classements | Classements | Classements | Classements | Classements | Classements | Classements | Classements | Classements | Classements | Album                     |
| Année | Single                                                                       | É-U         | CAN         | R-U         | IRL         | FRA         | ESP         | ITA         | SUI         | BE/W        | BE/F        | P-B         | ALL         | AUT         | SUE         | AUS         | N-Z         | Album                     |
| ----- | ---------------------------------------------------------------------------- | ----------- | ----------- | ----------- | ----------- | ----------- | ----------- | ----------- | ----------- | ----------- | ----------- | ----------- | ----------- | ----------- | ----------- | ----------- | ----------- | ------------------------- |
| 2000  | Feelin' So Good (avec Big Pun & Fat Joe)                                     | 51          | 7           | 15          | 43          | X           | X           | 27          | 22          | 24          | 42          | 32          | 39          | -           | 58          | 20          | 11          | On the 6                  |
| 2000  | Let's Get Loud                                                               | X           | 26          | X           | X           | 40          | X           | 6           | 10          | 21          | 7           | 3           | 13          | 11          | 52          | 9           | X           | On the 6                  |
| 2000  | Love Don't Cost a Thing                                                      | 3           | 1           | 1           | 4           | 5           | 1           | 1           | 2           | 2           | 7           | 1           | 6           | 11          | 3           | 4           | 1           | J.Lo                      |
| 2001  | Play                                                                         | 18          | 5           | 3           | 10          | 20          | 14          | 8           | 10          | 8           | 10          | 12          | 19          | 21          | 10          | 14          | 7           | J.Lo                      |
| 2001  | Ain't It Funny                                                               | X           | X           | 3           | 8           | 13          | 10          | 17          | 9           | 5           | 8           | 3           | 13          | 16          | 3           | 25          | 31          | J.Lo                      |
| 2001  | I'm Real (avec Ja Rule)                                                      | 1           | 6           | 4           | 13          | 3           | -           | 16          | 6           | 5           | 8           | 2           | 11          | 25          | 8           | 3           | 3           | J.Lo                      |
| 2002  | Ain't It Funny (Remix avec Ja Rule)                                          | 1           | 12          | 4           | -           | -           | 16          | -           | 7           | 24          | 16          | 7           | 18          | -           | -           | 9           | -           | J To Tha L-O! The Remixes |
| 2002  | I'm Gonna Be Alright (avec Nas)                                              | 10          | 29          | 3           | 13          | 12          | -           | 24          | 4           | 26          | 9           | 10          | 6           | 25          | 22          | 16          | 30          | J To Tha L-O! The Remixes |
| 2002  | Alive                                                                        | -           | -           | -           | -           | -           | -           | -           | -           | -           | -           | -           | -           | -           | -           | -           | -           | J To Tha L-O! The Remixes |
| 2002  | Jenny from the Block (avec Jadakiss & Styles)                                | 3           | 1           | 3           | 12          | 5           | 2           | 4           | 4           | 6           | 7           | 4           | 7           | 7           | 7           | 5           | 6           | This Is Me... Then        |
| 2003  | All I Have (avec LL Cool J)                                                  | 1           | 6           | 2           | 7           | 29          | -           | 13          | 4           | 16          | 18          | 5           | 19          | 38          | 15          | 2           | 1           | This Is Me... Then        |
| 2003  | I'm Glad                                                                     | 32          | 8           | 11          | 19          | -           | 19          | 17          | 21          | 30          | 31          | 17          | 44          | 50          | 51          | 10          | 22          | This Is Me... Then        |
| 2004  | Baby I Love U !                                                              | 72          | -           | 3           | 16          | -           | -           | -           | -           | -           | -           | -           | -           | -           | -           | -           | -           | The Reel Me               |
| 2005  | Get Right                                                                    | 12          | 3           | 1           | 1           | 2           | 3           | 1           | 3           | 2           | 3           | 3           | 7           | 11          | 11          | 3           | 2           | Rebirth                   |
| 2005  | Hold You Down (avec Fat Joe)                                                 | 64          | -           | 6           | 15          | -           | 12          | 22          | 44          | -           | 44          | 26          | 44          | -           | -           | 17          | 14          | Rebirth                   |
| 2006  | Control Myself (avec LL Cool J)                                              | 4           | 4           | 2           | 5           | -           | -           | -           | -           | -           | 14          | 19          | 25          | 70          | -           | 17          | 7           | Todd Smith                |
| 2007  | Qué hiciste                                                                  | 86          | -           | -           | -           | -           | 1           | 1           | 1           | 11          | 13          | -           | 10          | 19          | -           | -           | -           | Como ama una mujer        |
| 2007  | Me Haces Falta                                                               | -           | -           | -           | -           | -           | -           | -           | -           | -           | -           | -           | -           | -           | -           | -           | -           | Como ama una mujer        |
| 2007  | Do It Well                                                                   | 31          | 23          | 11          | 13          | 29          | -           | 2           | 12          | 20          | 22          | 17          | 30          | 34          | 54          | 18          | -           | Brave                     |
| 2007  | Hold It Don't Drop It                                                        | -           | -           | 72          | -           | -           | -           | 4           | -           | -           | -           | -           | -           | -           | -           | -           | -           | Brave                     |
| 2008  | This Boy's Fire (avec Santana et Baby Bash)                                  | -           | -           | -           | -           | -           | -           | -           | -           | -           | -           | -           | -           | -           | -           | -           | -           | Ultimate Santana          |
| 2009  | Louboutins                                                                   | -           | -           | -           | -           | -           | -           | -           | -           | -           | -           | -           | -           | -           | -           | -           | -           |                           |
|       | Le sigle « X » signifie que le titre n'est pas sorti en single dans ce pays. |             |             |             |             |             |             |             |             |             |             |             |             |             |             |             |             |                           |

### Années 2010
| Année | Single                                                                     | Classements | Classements | Classements | Classements | Classements | Classements | Classements | Classements | Classements | Classements | Classements | Classements | Classements | Classements | Classements | Classements | Album                        |
| Année | Single                                                                     | É-U         | CAN         | R-U         | IRL         | FRA         | ESP         | ITA         | SUI         | BE/W        | BE/F        | P-B         | ALL         | AUT         | SUE         | AUS         | N-Z         | Album                        |
| ----- | -------------------------------------------------------------------------- | ----------- | ----------- | ----------- | ----------- | ----------- | ----------- | ----------- | ----------- | ----------- | ----------- | ----------- | ----------- | ----------- | ----------- | ----------- | ----------- | ---------------------------- |
| 2011  | On the Floor (avec Pitbull)                                                | 3           | 1           | 1           | 1           | 1           | 1           | 1           | 1           | 1           | 1           | 4           | 1           | 1           | 1           | 1           | 2           | Love?                        |
| 2011  | I'm Into You (avec Lil Wayne)                                              | 41          | 55          | 9           | 25          | 38          | 17          | 18          | 22          | 27          | 24          | 52          | 16          | 10          | 54          | 45          | -           | Love?                        |
| 2011  | Papi                                                                       | 96          | 50          | 67          | -           | 28          | 18          | 3           | 37          | 28          | 23          | 68          | -           | 24          | -           | -           | -           | Love?                        |
| 2011  | T.H.E. (The Hardest Ever) (avec Will.i.am et Mick Jagger)                  | 36          | 10          | 3           | 13          | -           | -           | -           | 41          | -           | -           | -           | -           | 19          | -           | 57          | -           |                              |
| 2012  | Dance Again (avec Pitbull)                                                 | 17          | 4           | 11          | 12          | 15          | 4           | 7           | 14          | 9           | 7           | 19          | 14          | 8           | 22          | 28          | 12          | Dance Again... the Hits      |
| 2012  | Follow the Leader (avec Wisin y Yandel)                                    | -           | -           | -           | -           | 177         | 26          | -           | -           | -           | 36          | -           | -           | 74          | -           | -           | -           | Líderes                      |
| 2012  | Goin' In (avec Flo Rida)                                                   | -           | 54          | -           | -           | -           | -           | -           | -           | -           | -           | -           | 67          | 58          | -           | -           | -           | Sexy Dance 4: Miami Heat     |
| 2013  | Sweet Spot (avec Flo Rida)                                                 | -           | -           | -           | -           | 195         | -           | -           | -           | -           | -           | -           | -           | 39          | -           | 25          | -           | Wild Ones                    |
| 2013  | Live It Up (avec Pitbull))                                                 | 60          | 16          | 17          | 13          | 67          | 10          | 35          | 33          | 32          | -           | -           | 36          | 23          | 49          | 20          | 27          |                              |
| 2014  | Adrenalina (avec Wisin et Ricky Martin)                                    | 94          | -           | -           | -           | 122         | 3           | -           | 57          | -           | -           | -           | -           | -           | -           | -           | -           | El Regreso del Sobreviviente |
| 2014  | I Luh Ya Papi (avec French Montana)                                        | 77          | 78          | -           | -           | -           | -           | -           | -           | -           | -           | -           | -           | -           | -           | -           | -           | A.K.A.                       |
| 2014  | We Are One (Ole Ola) (avec Pitbull et Cláudia Leitte)                      | 59          | 51          | 29          | 24          | 3           | 4           | 2           | 2           | 1           | 2           | 9           | 6           | 6           | 52          | 61          | -           | One Love, One Rhythm         |
| 2014  | First Love                                                                 | 87          | -           | 63          | 79          | 193         | -           | 38          | -           | -           | -           | -           | -           | -           | -           | -           | -           | A.K.A.                       |
| 2014  | Booty (avec Pitbull et Iggy Azalea)                                        | 18          | 11          | -           | -           | 93          | -           | -           | -           | -           | 33          | -           | 78          | -           | -           | 27          | 30          | A.K.A.                       |
| 2015  | Feel The Light                                                             | -           | -           | -           | -           | -           | -           | -           | -           | -           | -           | -           | -           | -           | -           | -           | -           | En route !                   |
| 2015  | Back It Up (avec Prince Royce et Pitbull)                                  | 92          | 56          | -           | -           | -           | 61          | -           | -           | -           | -           | -           | -           | -           | -           | -           | -           | Double Vision                |
| 2015  | El mismo sol (avec Álvaro Soler                                            | -           | -           | -           | -           | -           | -           | -           | -           | -           | -           | -           | -           | -           | -           | -           | -           |                              |
| 2015  | Try Me (avec Jason Derulo et Matoma)                                       | -           | -           | -           | -           | 168         | 57          | -           | -           | -           | -           | -           | 39          | 22          | 35          | -           | -           | Everything Is 4              |
| 2016  | Ain't Your Mama                                                            | 76          | 34          | -           | -           | 11          | 5           | 32          | 16          | 27          | -           | 63          | 5           | 11          | -           | 85          | -           |                              |
| 2016  | Love Make the World Go Round (avec Lin-Manuel Miranda)                     | 72          | -           | -           | -           | -           | -           | -           | -           | -           | -           | -           | -           | -           | -           | -           | -           |                              |
| 2016  | Chegaste (avec Roberto Carlos)                                             | -           | -           | -           | -           | -           | -           | -           | -           | -           | -           | -           | -           | -           | -           | -           | -           | Roberto Carlos               |
| 2017  | Ni Tú Ni Yo (avec Gente de Zona)                                           | -           | -           | -           | -           | -           | 24          | 46          | 30          | -           | -           | -           | -           | -           | -           | -           | -           |                              |
| 2017  | Amor, Amor, Amor (avec Wisin)                                              | -           | -           | -           | -           | -           | 60          | 38          | 33          | -           | -           | -           | -           | -           | -           | -           | -           |                              |
| 2018  | Us                                                                         | -           | -           | -           | -           | -           | -           | -           | -           | -           | -           | -           | -           | -           | -           | -           | -           |                              |
| 2018  | Se Acabó el Amor (avec Abraham Mateo et Yandel)                            | -           | -           | -           | -           | -           | 64          | -           | 83          | -           | -           | -           | -           | -           | -           | -           | -           | A Cámara Lenta               |
| 2018  | El Anillo                                                                  | -           | -           | -           | -           | -           | 9           | 25          | 93          | -           | -           | -           | -           | -           | -           | -           | -           |                              |
| 2018  | Dinero (avec DJ Khaled et Cardi B)                                         | 80          | 75          | -           | -           | -           | -           | -           | -           | -           | -           | -           | -           | -           | -           | -           | -           |                              |
| 2018  | Te Guste (avec Bad Bunny)                                                  | -           | -           | -           | -           | -           | 52          | -           | -           | -           | -           | -           | -           | -           | -           | -           | -           |                              |
| 2018  | Limitless                                                                  | -           | -           | -           | -           | -           | -           | -           | -           | -           | -           | -           | -           | -           | -           | -           | -           |                              |
| 2018  | Te Boté II (avec Casper Magico, Nio Garcia, Cosculluela et Wisin & Yandel) | -           | -           | -           | -           | -           | -           | -           | -           | -           | -           | -           | -           | -           | -           | -           | -           |                              |
| 2019  | Medicine (avec French Montana)                                             | -           | 91          | -           | -           | -           | -           | -           | -           | -           | -           | -           | -           | -           | -           | -           | -           |                              |
| 2019  | Baïla Conmigo                                                              | -           | -           | -           | -           | -           | -           | -           | -           | -           | -           | -           | -           | -           | -           | -           | -           |                              |

### Années 2020
| Année | Single                               | Classements | Classements | Classements | Classements | Classements | Classements | Classements | Classements | Classements | Classements | Classements | Classements | Classements | Classements | Classements | Classements | Album             |
| Année | Single                               | É-U         | CAN         | R-U         | IRL         | FRA         | ESP         | ITA         | SUI         | BE/W        | BE/F        | P-B         | ALL         | AUT         | SUE         | AUS         | N-Z         | Album             |
| ----- | ------------------------------------ | ----------- | ----------- | ----------- | ----------- | ----------- | ----------- | ----------- | ----------- | ----------- | ----------- | ----------- | ----------- | ----------- | ----------- | ----------- | ----------- | ----------------- |
| 2020  | Pa' Ti (avec Maluma)                 | -           | -           | -           | -           | -           | 57          | -           | 74          | -           | -           | -           | -           | -           | -           | -           | -           | Marry Me          |
| 2020  | Lonely (avec Maluma)                 | -           | -           | -           | -           | -           | -           | -           | -           | -           | -           | -           | -           | -           | -           | -           | -           | Marry Me          |
| 2020  | In the Morning                       | -           | -           | -           | -           | -           | -           | -           | -           | -           | -           | -           | -           | -           | -           | -           | -           |                   |
| 2021  | Cambia el Paso (avec Rauw Alejandro) | -           | -           | -           | -           | -           | 98          | -           | -           | -           | -           | -           | -           | -           | -           | -           | -           |                   |
| 2021  | On My Way                            | -           | -           | -           | -           | -           | -           | -           | -           | -           | -           | -           | -           | -           | -           | -           | -           | Marry Me          |
| 2021  | Marry Me (avec Maluma)               | -           | -           | -           | -           | -           | -           | -           | -           | -           | -           | -           | -           | -           | -           | -           | -           | Marry Me          |
| 2024  | Can't Get Enough                     | -           | -           | -           | -           | -           | -           | -           | -           | -           | -           | -           | -           | -           | -           | -           | -           | This Is Me... Now |
| 2024  | Rebound                              | -           | -           | -           | -           | -           | -           | -           | -           | -           | -           | -           | -           | -           | -           | -           | -           | This Is Me... Now |
| 2024  | This Time Around                     | -           | -           | -           | -           | -           | -           | -           | -           | -           | -           | -           | -           | -           | -           | -           | -           | This Is Me... Now |

### Singles promotionnels
- 1999 : Open Off My Love
- 2000 : El Deseo De Tu Amor
- 2000 : Baïla
- 2001 : Carino
- 2001 : Si Ya Se Acabo
- 2007 : Mile In These Shoes
- 2009 : Fresh Out The Oven (feat. Pitbull)
- 2011 : Good Hit
- 2011 : (What Is) Love?
- 2014 : Girls
- 2014 : Same Girl

## Clips vidéos
| Année | Titre                                                          | Réalisateur                   |
| ----- | -------------------------------------------------------------- | ----------------------------- |
| 1999  | If You Had My Love                                             | —                             |
| 1999  | No Me Ames (feat. Marc Anthony)                                | —                             |
| 1999  | Waiting For Tonight                                            | Francis Lawrence              |
| 2000  | Feelin' So Good (feat. Big Pun and Fat Joe)                    | Paul Hunter                   |
| 2000  | Let's Get Loud                                                 | Jeffrey Doe                   |
| 2000  | Love Don't Cost A Thing                                        | Paul Hunter                   |
| 2001  | Play                                                           | Francis Lawrence              |
| 2001  | Ain't It Funny                                                 | Herb Ritts                    |
| 2001  | I'm Real                                                       | Dave Meyers                   |
| 2001  | I'm Real (remix feat. Ja Rule)                                 | Dave Meyers                   |
| 2002  | Ain't It Funny (remix feat. Ja Rule and Cadillac Tah)          | Herb Ritts                    |
| 2002  | Alive                                                          | Jim Gable                     |
| 2002  | I'm Gonna Be Alright (feat. Nas)                               | Dave Meyers                   |
| 2002  | Jenny From The Block (feat. Jadakiss and Styles)               | Francis Lawrence              |
| 2003  | All I Have (feat. LL Cool J)                                   | Dave Meyers                   |
| 2003  | I'm Glad                                                       | David LaChapelle              |
| 2004  | Baby I Love U !                                                | Meiert Avis                   |
| 2005  | Get Right                                                      | Francis Lawrence              |
| 2005  | Hold You Down (feat. Fat Joe)                                  | Diane Martel                  |
| 2006  | Control Myself (feat. LL Cool J)                               | Hype Williams                 |
| 2007  | Qué Hiciste                                                    | —                             |
| 2007  | Me Haces Falta                                                 | Sanji                         |
| 2007  | Do It Well                                                     | David LaChapelle              |
| 2007  | Hold It Don't Drop It                                          | Melina Matsoukas              |
| 2009  | Fresh Out the Oven (feat Pitbull)                              | Jonas Akerlund                |
| 2011  | On the Floor (feat Pitbull)                                    | TAJ Stansberry                |
| 2011  | Papi                                                           | Paul Hunter                   |
| 2011  | I'm Into You (feat. Lil Wayne)                                 | Melina Matsoukas              |
| 2011  | T.H.E. (The Hardest Ever) (feat. will.i.am and Mick Jagger)    | Rich Lee                      |
| 2012  | Dance Again (feat Pitbull)                                     | Paul Hunter                   |
| 2012  | Follow the Leader (feat. Wisin & Yandel)                       | Jessy Terrero et Casper Smart |
| 2012  | Goin' In (feat. Flo Rida)                                      | Ace Norton                    |
| 2013  | Live It Up (feat. Pitbull)                                     | Jessy Terrero                 |
| 2014  | Adrenalina (avec Ricky Martin & Wisin)                         | Jessy Terrero                 |
| 2014  | I Luh Ya Papi (feat. French Montana)                           | Jessy Terrero                 |
| 2014  | We Are One (Ole Ola) (feat. Pitbull and Claudia Leitte)        | —                             |
| 2014  | First Love                                                     | Anthony Mandler               |
| 2014  | Booty (feat. Pitbull and Iggy Azalea)                          | Hype Williams                 |
| 2015  | Feel The Light                                                 | Hype Williams                 |
| 2015  | Back It Up (avec Prince Royce and Pitbull)                     | —                             |
| 2016  | El Mismo Sol (Under The Same Sun) (avec Alvaro Soler & B-Case) | —                             |
| 2016  | Try Me (feat. Jason Derulo et Matoma)                          | —                             |
| 2016  | Ain't Your Mama                                                | Cameron Duddy                 |
| 2017  | Ni Tú Ni Yo (avec Gente de Zona)                               | Emil Nava                     |
| 2017  | Amor, Amor, Amor (avec Wisin)                                  | Jessy Terrero                 |
| 2018  | Se Acabó el Amor (avec Abraham Mateo & Yandel)                 | Daniel Durán                  |
| 2018  | El Anillo                                                      | Santiago Salviche             |
| 2018  | Dinero (feat. Cardi B and DJ Khaled)                           | Joseph Kahn                   |
| 2018  | Te Guste (avec Bad Bunny)                                      | Mike Ho                       |
| 2018  | Limitless                                                      | Jennifer Lopez                |
| 2019  | Medicine (feat. French Montana)                                | Jora Frantzis                 |